# Fernando Altamira
Fernando Altamira Alaníz (Córdoba, 31 de outubro de 1970) é um bispo sedevacantista católico argentino.

## Biografia
Ele nasceu na cidade de Córdoba, Argentina. Em 1989, iniciou seus estudos de direito na Universidade Nacional de Córdoba, graduando-se como advogado em 1996, já sendo seminarista. Em 1995 entrou no Seminário Nossa Senhora Corredentora da Fraternidade Sacerdotal de São Pio X (FSSPX) e foi ordenado sacerdote em 17 de dezembro de 2000 por Bernard Fellay, que na época era Superior Geral da FSSPX.
Foi designado como auxiliar do prior da cidade de Mendoza no início de 2001 e, posteriormente, foi nomeado prior dessa mesma cidade até o início de 2010. Em março de 2010, foi designado prior da FSSPX na Colômbia, mas saiu em 2014 devido a discrepâncias doutrinárias com seus superiores. Altamira então ingressaria na Iniciativa São Marcel, uma cisão da FSSPX fundada pelo bispo inglês Richard Williamson.
Altamira se juntaria então aos dissidentes que se opunham à liderança de Fellay, apoiando Williamson, como o austríaco Martin Fuchs, que abandonou a FSSPX e ingressou na Iniciativa São Marcel ao mesmo tempo que Altamira. No entanto, Altamira acabaria por aderir formalmente ao sedevacantismo.

Altamira permaneceria na Colômbia pregando a postura sedevacantista, declarando em 2019:
Minha intenção, como sacerdote católico, é ajudar todas as pessoas, todas as almas de boa vontade, muitas das quais vagam enganadas em sua boa fé, confundidas e traídas pela falsa Igreja Moderna, ovelhas sem pastor, às quais devemos ajudar e fazer o bem.
Anos mais tarde, em outubro de 2023, seria anunciada sua consagração episcopal pelo bispo brasileiro Rodrigo da Silva, que finalmente o consagrou bispo em 7 de janeiro de 2024, em uma cerimônia no Brasil, junto com o canadense Pierre Roy.